# أوسكار أمارو دي سيلفا
أوسكار أمارو دي سيلفا هو لاعب كرة قدم برازيلي، ولد في 17 مارس 1945 في Jaguarão ‏ في البرازيل. لعب مع غريميو بورتو أليغرينزي.